# Althea Flynt
Althea Flynt (nume de fată Leasure; n. 6 noiembrie 1953, Marietta, Ohio – d. 27 iunie 1987, Los Angeles), a fost a patra soție a milionarului american Larry Flynt, care deține editura magazinului erotic Hustler.
Althea Leasure și surorile ei Sherry și Marsha, provin dintr-o familie zdruncinată. La 8 ani Althea a fost martoră la împușcarea mamei și bunicilor ei de către tatăl Altheei. După care se sinucide și tatăl ei.
Copii ajung în orfelinat, iar în 1971 începe să danseze striptease într-un local în Columbus, Ohio. Aici îl cunoaște pe Larry Flynt, cei doi la scurt timp, se vor căsători. În 1983 este diagnosticată cu infecția SIDA, Larry declară că a fost infectată în urma unei transfuzii de sânge. Althea începe consumul de stupefiante, la data de 27 iunie 1987, a fost găsită moartă în camera de baie, probabil din cauza unei supradoze de heroină. Viața familiei Flint este prezentată în filmul american The People vs. Larry Flynt.